# Осовець (Злотовський повіт)
Осовець (пол. Osowiec, нім. Kolonie Aspenau) — село в Польщі, у гміні Закшево Злотовського повіту Великопольського воєводства.
Населення — 81 особа (2011).
У 1975-1998 роках село належало до Пільського воєводства.

## Демографія
Демографічна структура станом на 31 березня 2011 року:
|          | Загалом | Допрацездатний вік | Працездатний вік | Постпрацездатний вік |
| -------- | ------- | ------------------ | ---------------- | -------------------- |
| Чоловіки | 42      | 14                 | 25               | 3                    |
| Жінки    | 39      | 7                  | 22               | 10                   |
| Разом    | 81      | 21                 | 47               | 13                   |